# Józef Skrzypkowski
Józef Skrzypkowski (ur. 24 lipca 1898 w Bagłajkach, zm. we wrześniu 1966) – major kawalerii Wojska Polskiego, kawaler Orderu Virtuti Militari.

## Życiorys
Urodził się 24 lipca 1898 w Bagłajkach, w ówczesnym powiecie starokonstantynowskim guberni wołyńskiej, w rodzinie Zenona, urzędnika wojskowego, i Marii z Wierzbickich. Do 1915 uczył się w gimnazjum w Ostrogu, a następnie kontynuował naukę w gimnazjum w Białej Cerkwi. Tam w 1917 należał do oddziału samoobrony i zdał maturę, a następnie wstąpił na Wydział Prawa Uniwersytetu Kijowskiego i ukończył jeden semestr.
W listopadzie 1918, po powrocie do Polski, wstąpił jako ochotnik do 9 pułku ułanów w Dębicy. Od 18 listopada 1919 do 1 marca 1920 był uczniem Klasy 23. „Jazdy” Szkoły Podchorążych w Warszawie, a następnie słuchaczem miesięcznego kursu kawaleryjskiego w tzw. „szwadronie podchorążych jazdy”, który istniał przy Centralnej Szkole Podoficerów Jazdy w Przemyślu. Po ukończeniu szkolenia został wcielony do IV dywizjonu 3 pułku strzelców konnych, który w czerwcu 1920 został przekształcony w pułk obrony wilna, bardziej znany od imienia dowódcy jako „Jazda rotmistrza Dąbrowskiego”. W jego szeregach walczył na wojnie z bolszewikami dowodząc plutonem w 1. szwadronie. Od sierpnia 1920 walczył w szeregach 211 pułku ułanów jako młodszy oficer 2. szwadronu. 25 listopada 1920 został mianowany z dniem 1 września 1920 podporucznikiem w kawalerii.
W kwietniu 1931 został przeniesiony do Korpusu Ochrony Pogranicza na stanowisko dowódcy szwadronu KOP „Druja”. W kwietniu 1933 został przeniesiony na stanowisko dowódcy szwadronu KOP „Lenin”. 27 czerwca 1935 prezydent RP nadał mu stopień majora z dniem 1 stycznia 1935 i 12. lokatą w korpusie oficerów kawalerii. W lipcu tego roku został przeniesiony z KOP do 13 pułku ułanów w Nowej Wilejce na stanowisko dowódcy szwadronu zapasowego w Wołkowysku. W styczniu 1937 został wyznaczony na stanowisko komendanta Rejonu Przysposobienia Wojskowego Konnego przy 19 Dywizji Piechoty w Wilnie. W lipcu 1938 został przeniesiony do 17 pułku ułanów w Lesznie na stanowisko kwatermistrza (w 1938 zajmowane przez niego stanowisko zostało przemianowane na II zastępcę dowódcy pułku).
Na stanowisku kwatermistrza 17 puł. walczył w kampanii wrześniowej i dostał się do niemieckiej niewoli. Początkowo przebywał w Oflagu XI B Braunschweig, w lipcu 1940 został przeniesiony do Oflagu II C Woldenberg, a w 1944 do Oflagu VII A Murnau. Od kwietnia 1945, po uwolnieniu z niewoli, pozostawał w Polskim Ośrodku Wojskowym w Murnau. We wrześniu 1945 został przyjęty do 2 Korpusu Polskiego i wyznaczony na stanowisko kwatermistrza Centrum Wyszkolenia Wojsk Pancernych. Służbę na tym stanowisku pełnił do marca 1947 (od lipca 1946 na terytorium Wielkiej Brytanii). Kolejne trzy miesiące spędził w obozach repatriacyjnych w Anglii i Szkocji. 13 czerwca 1947 wrócił do Polski, a siedem dni później został zarejestrowany w Rejonowej Komendzie Uzupełnień Leszno.
Był dwukrotnie żonaty. Z perwszą żoną miał dwóch synów: Ryszarda (ur. 16 września 1924) i Juliana (ur. 1925). Z drugą żoną – Zofią ze Zdrojeńskich miał córkę Danutę (ur. 1930) i syna Jerzego (ur. 1933).

## Ordery i odznaczenia
- Krzyż Srebrny Orderu Wojskowego Virtuti Militari nr 5376[1][16]
- Krzyż Walecznych[17]
- Srebrny Krzyż Zasługi
- Krzyż Zasługi Wojsk Litwy Środkowej – 3 marca 1926[18]
- Medal Pamiątkowy za Wojnę 1918–1921[17]
- Medal Dziesięciolecia Odzyskanej Niepodległości[17]
- Medal Zwycięstwa[17]
- Odznaka pamiątkowa Korpusu Ochrony Pogranicza[19]